# Matematik 4
Matematik 4 är en gymnasiekurs i den svenska gymnasieskolan. Kursen omfattar 100 poäng och läses under en termin eller ett läsår. Matematik 4 ersätter från och med läsåret 2011/12 kursen Matematik E i och med läroplanen Gy11. Kursen är obligatorisk på naturvetenskapsprogrammet med inriktning naturvetenskap och teknikprogrammet inriktning teknikvetenskap. 
Till skillnad från tidigare kurser är Matematik 4 inte uppdelad i olika spår. Kursen bygger på Matematik 3 och följs av Matematik 5.
Kursen betygsätts med betygsskalan A-F där A är det högsta betyget, E är det lägsta godkända betyget och F motsvarar icke godkänt.
Kursen ska bland annat behandla de trigonometriska funktionerna, komplexa tal, integraler, deriveringsregler för bland annat exponentialfunktioner samt kedjeregeln.